# Черемошне (Житомирський район)
Черемо́шне (нім. Tscheremoschne; пол. Czeremoszne; англ. Cheremoshne) — село в Україні, в Житомирському районі Житомирської області. Населення становить 469 осіб.

## Географія
На околиці села бере початок річка Гниль.

## Історія
Черемошне, є також інші назви села — Черемошня, Чермошноє (нім. Tscheremoschnoje, рос. Черемошное), Черношка (нім. Tschernoschka), Нейборн (нім. Neuborn). Село виникло як німецька колонія (хутір Юліана Арндта) у ХІХ сторіччі 1894 року за 25 кілометрах на північний захід від повітового міста Житомир Волинської губернії. Проживали німці-лютерани. Лютеранський прихід Житомир.
У 1906 році колонія Пулинської волості Житомирського повіту Волинської губернії. Відстань від повітового міста 20 верст, від волості 18. Дворів 50, мешканців 362. У 1910 році — 298 мешканців. Колонія існувала до 1939. В 1939 році була об'єднана з селом Колодіївка.
В радянський період часи село Черемошне належало до Житомирської та Волинської округи, до Черняхівського району — із 7 березня 1923, до Пулинського району — з 28 вересня 1925, до Черняхівського району — з 3 квітня 1930, до Житомирської міської ради — з 17 жовтня 1935, до Житомирського району — з 14 травня 1939, до Коростишівського району — з 30 грудня 1962, до Житомирського району — з 4 січня 1965. В різні часи село підпорядковувалось сільрадам Щербинській (1923), Черемошненській (з 26 березня 1925), Березівській (з 11 серпня 1954).
Нині село підпорядковане Березівській сільській раді[недоступне посилання з серпня 2019] з адміністративним центром у с. Березівка.